# Шаховская, Софья Алексеевна
Княгиня Софья Алексеевна Шаховская (урожденная княжна Мусина-Пушкина; 2 (13) марта 1790 — 28 октября (9 ноября) 1878) — фрейлина двора, кавалерственная дама (08.02.1824) и статс-дама Русского императорского двора (18.11.1854); жена генерала князя И. Л. Шаховского. 

## Биография
Одна из дочерей учёного сановника графа Алексея Ивановича Мусина-Пушкина (1744—1817) от его брака с княжной Екатериной Алексеевной Волконской (1754—1829); от этого брака родилось 3 сына и 5 дочерей; Софья была шестым ребёнком в семье. Выросла в родительском доме в Москве на Разгуляе или в имении Иловне Мологского уезда, где Мусины-Пушкины проводили каждое лето. Получила чисто французское воспитание под руководством матери, женщины образованной и властной. 
Софья Алексеевна была фрейлиной двора и отличалась красотой. Сватовство её тянулось два года. У неё было четыре жениха на выбор. Из них князь И. Л. Шаховской не видел её ни разу, живя в Калуге, он специально приехал в Москву. Второй, А. А. Багреев, черниговский губернатор, также ни разу не видел невесту, но тетушки Каменские, так нахваливали ему Сонюшку, что он явился в Москву в качестве претендента. Третий, генерал Брискорн, видел её один раз на придворном балу, где он не сказал с ней ни одного слова, но объяснился с кем-то из родных. И только четвертый, молодой красавиц Брусилов, встречался с Софьей довольно часто, и они нравились друг другу. Но он был признан неподходящим, так как о нем никто ничего не знал. После семейных долгих обсуждений из всех был выбран Шаховской.
На различных семейных обедах и вечерах Софья начала с ним встречаться. Причем она не смела поднять на него глаза, а застенчивый и неловкий в обществе князь почти не разговаривал со своей невестой; за них всё сделали родные. 28 января 1820 года в Москве в церкви Богоявления Господня в Елохове состоялось венчание графини Мусиной-Пушкиной с немолодым князем Ивана Леонтьевича Шаховским (1777—1860). 
Первой время супруги жили в Москве, после в Новгороде, с 1830-х годов в Петербурге, так же они часто выезжали за границу.   
Княгиня Шаховская живо интересовалась литературой, была в дружбе с князем П. А.  Вяземским, посвятившим ей много стихотворных посланий. В салоне своего петербургского дома на Садовой улице княгиня принимала писателей, музыкантов и художников, у неё бывали И. С. Тургенев и М. Ю. Лермонтов. По отзывам современницы, была очень добрая и сердечная женщина, одарённая русским чувством. За заслуги мужа 8 февраля 1824 года была пожалована в кавалерственные дамы ордена Святой Екатерины (малого креста), а 18 ноября 1854 года в статс-дамы. 
После смерти мужа до конца 1860-х годов княгиня Шаховская жила с детьми в доме Виельгорских на Итальянской ул., 5, а затем в собственном купленном доме сына Александра на Литейной ул., 16. «Это была статная и важная старуха, — вспоминал граф С. Д. Шереметев, — с тонкими чертами лица, голова у нее всегда немного тряслась. В редких случаях она показывалась при дворе, всегда пышно одетая в чудных старинных алансонских кружевах. С нею неразлучна была ее незамужняя дочь, уже далеко не молодая фрейлина, «Sophie la noire», как называли ее в семье». Княгиня Шаховская умерла в глубокой старости в октябре 1878 года и была похоронена рядом с мужем в Новодевичьем монастыре, «под собором».

## Дети
- Алексей (1821—1900), генерал от инфантерии; среди его внуков князь М. П. Волконский.
- Александр (1822—1891), генерал-лейтенант, женат на графине Анне Михайловне Виельгорской (1823—1861), которая считалась возлюбленной Гоголя; их дочь Мария (1861—1944) за графом Ф. Э. Келлером.
- Николай (1823—1900), сенатор; его внуки — Дмитрий и Зинаида.
- Софья (1824—1905), фрейлина двора, не замужем.